# Gombosfa
Gombosfa vagy gombfa a protestáns temetőink értékes, látványos faragványa. Tévesen nevezik kopjafának is.

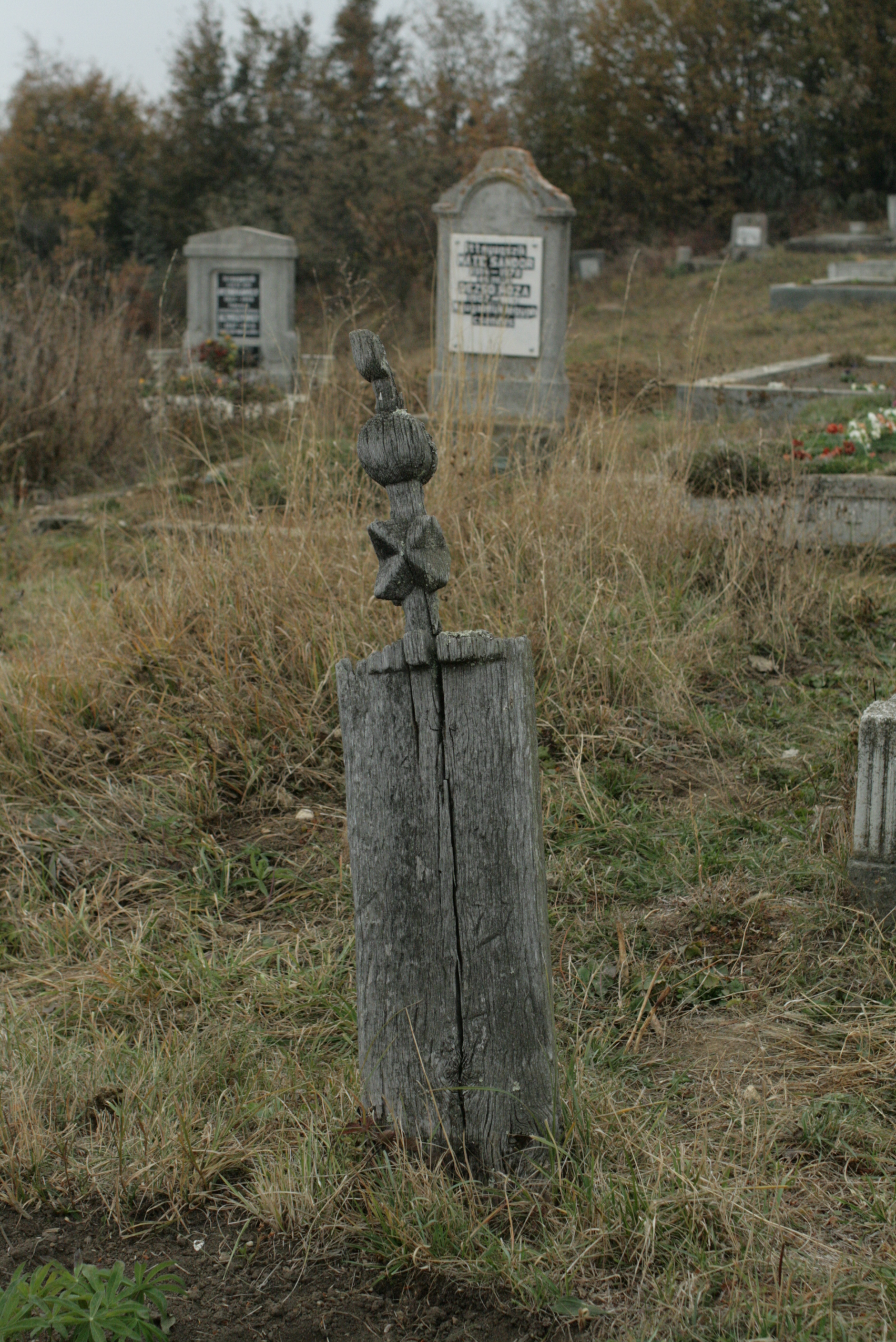
Gombosfa a Krizbai evangélikus temetőben.

## Etimológiája
A neve egy gyakori motívumra, a „gombra” utal melyet Balassa Iván a protestáns templomok tornyát díszítő gömbre vezet vissza. A szakirodalomban ritkán használt kifejezés, pedig ennek a sírjeltípusnak az egyetlen természetes (nem műszó) megnevezése.
Ezt a típust a szakirodalom körbefaragott fejfának nevezi, így különbözteti meg a tulajdonképpeni fejfától, melynek csak az eleje díszített.

## Elterjedése
Nem minden protestáns vidéken jellemző. Klasszikus területe Erdővidék, ahol bizonyos falvakban (Apáca) napjainkban is faragják.
Található még Kalotaszegen és a Duna–Tisza közén is.

## Kialakulása

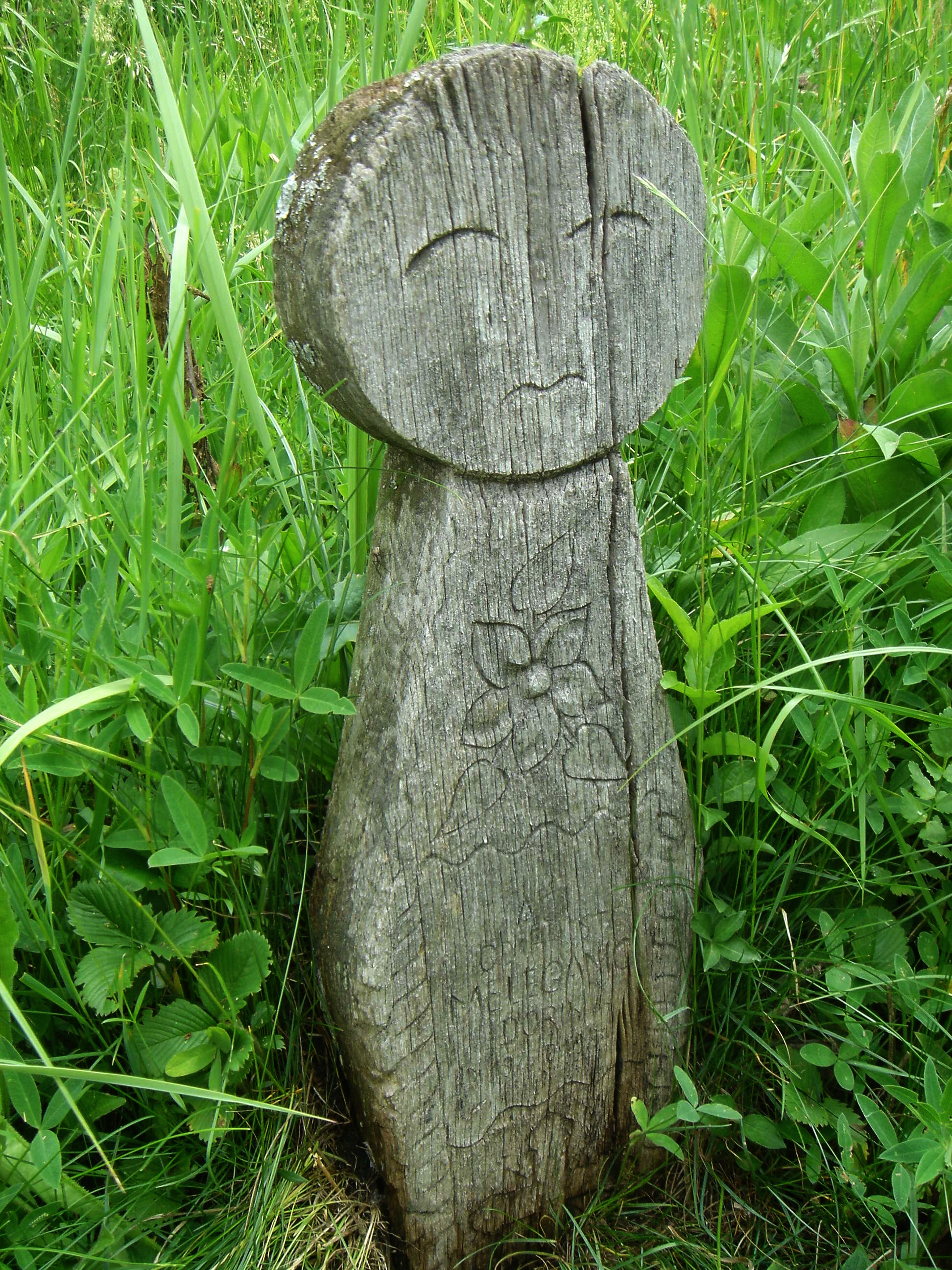
Antropomorf Előpataki gyereksír a román temetőből

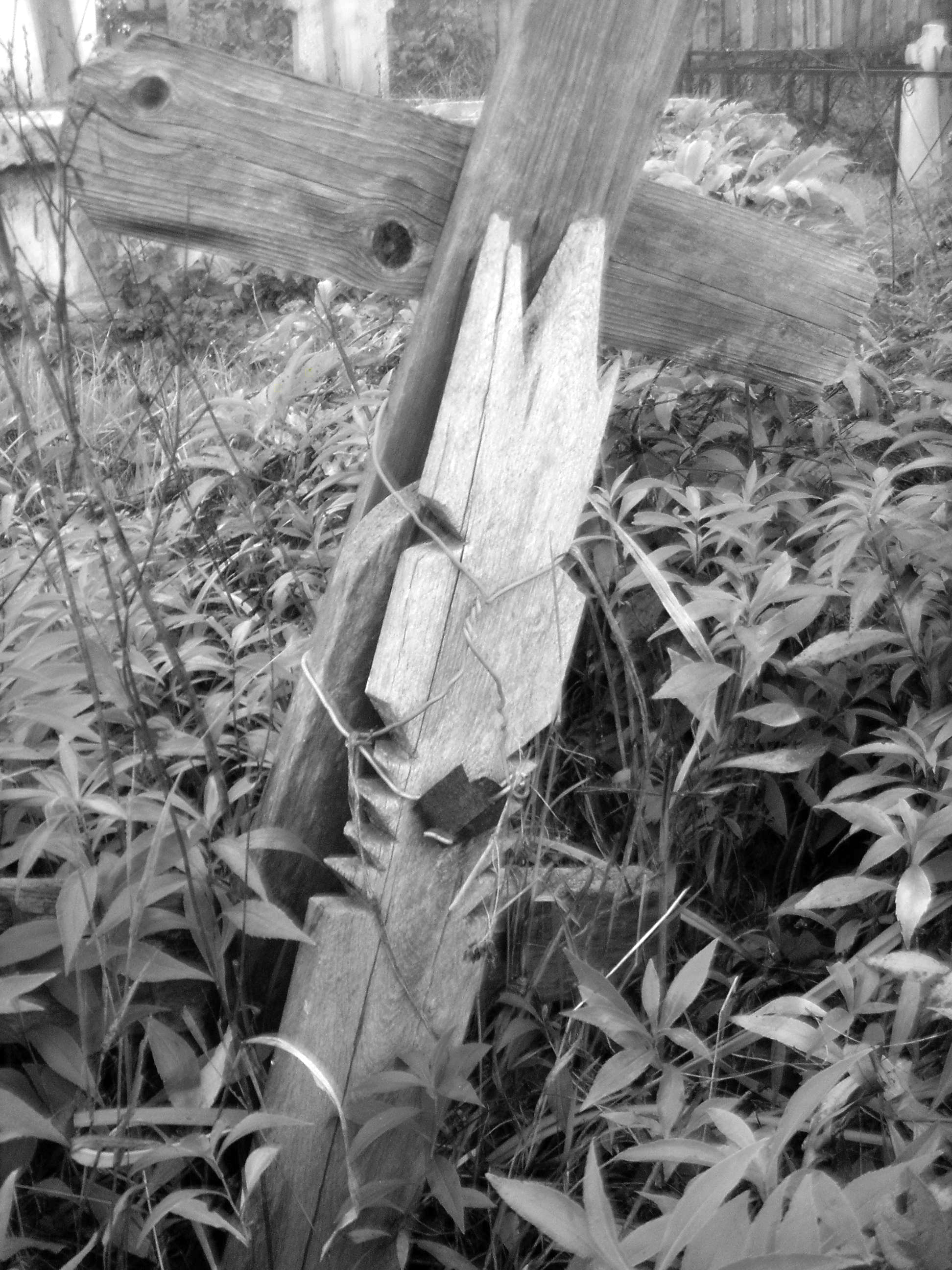
A romániai Gorzs megyében azért faragják ezeket, mert úgy hiszik, hogy az égig ér és a halott lelke ezen jut a mennybe.

Eredetének a kérdése egyike a néprajzkutatás legvitatottabb problémáinak.
Sokan ősi bálványok emlékének vélik és legközelebbi rokonát a finnugor emberábrázolásokban látják. Mások (mint ifjabb Kós Károly is) égig érő sámán oszlopokhoz hasonlítják.
Balassa Iván a protestantizmus terjedésével és a török hódoltsággal magyarázza kialakulásukat.